# Europese kampioenschappen schaatsen afstanden 2018 - 500 meter mannen
De 500 meter mannen op de Europese kampioenschappen schaatsen 2018 werd gehouden op vrijdag 5 januari in het ijsstadion Kometa in Kolomna, Rusland. Er werd maar één omloop gereden. Het was de eerste editie van de EK afstanden en de initiële titel ging naar Ronald Mulder. 

## Uitslag
| #      | Schaatser            | Land | Tijd     |
| ------ | -------------------- | ---- | -------- |
| Goud   | Ronald Mulder        | NED  | 34,80    |
| Zilver | Mika Poutala         | FIN  | 34,85(4) |
| Brons  | Pavel Koelizjnikov   | RUS  | 34,85(8) |
| 4      | Nico Ihle            | GER  | 35,03    |
| 5      | Artjom Koeznetsov    | RUS  | 35,06    |
| 6      | Pekka Koskela        | FIN  | 35,19    |
| 7      | Michel Mulder        | NED  | 35,23    |
| 8      | Artur Nogal          | POL  | 35,24    |
| 9      | Roeslan Moerasjov    | RUS  | 35,28    |
| 10     | Henrik Fagerli Rukke | NOR  | 35,38    |
| 11     | Piotr Michalski      | POL  | 35,51    |
| 12     | Mathias Vosté        | BEL  | 35,67    |
| 13     | Joel Dufter          | GER  | 35,71    |
| 14     | Sebastian Kłosiński  | POL  | 35,84(1) |
| 15     | Bjørn Magnussen      | NOR  | 35,84(4) |
| 16     | Harri Levo           | FIN  | 35,89    |
| 17     | Johann Jørgen Sæves  | NOR  | 35,93    |
| 18     | Marten Liiv          | EST  | 36,29    |
| 19     | Artyom Chaban        | BLR  | 36,55    |

2018 · 
2020 · 
2022 · 
2024